# Daisuke Fujii
Daisuke Fujii (født 15. oktober 1986) er en tidligere japansk fodboldspiller.
Han har spillet for flere forskellige klubber i sin karriere, herunder Albirex Niigata, Thespa Kusatsu, V-Varen Nagasaki og Kamatamare Sanuki.